# Lille Bælt (Grönland)
Lille Bælt är ett sund i Grönland (Kungariket Danmark). Det ligger i den nordöstra delen av Grönland, 1 800 km nordost om huvudstaden Nuuk.